# Cuộc thập tự chinh của trẻ em

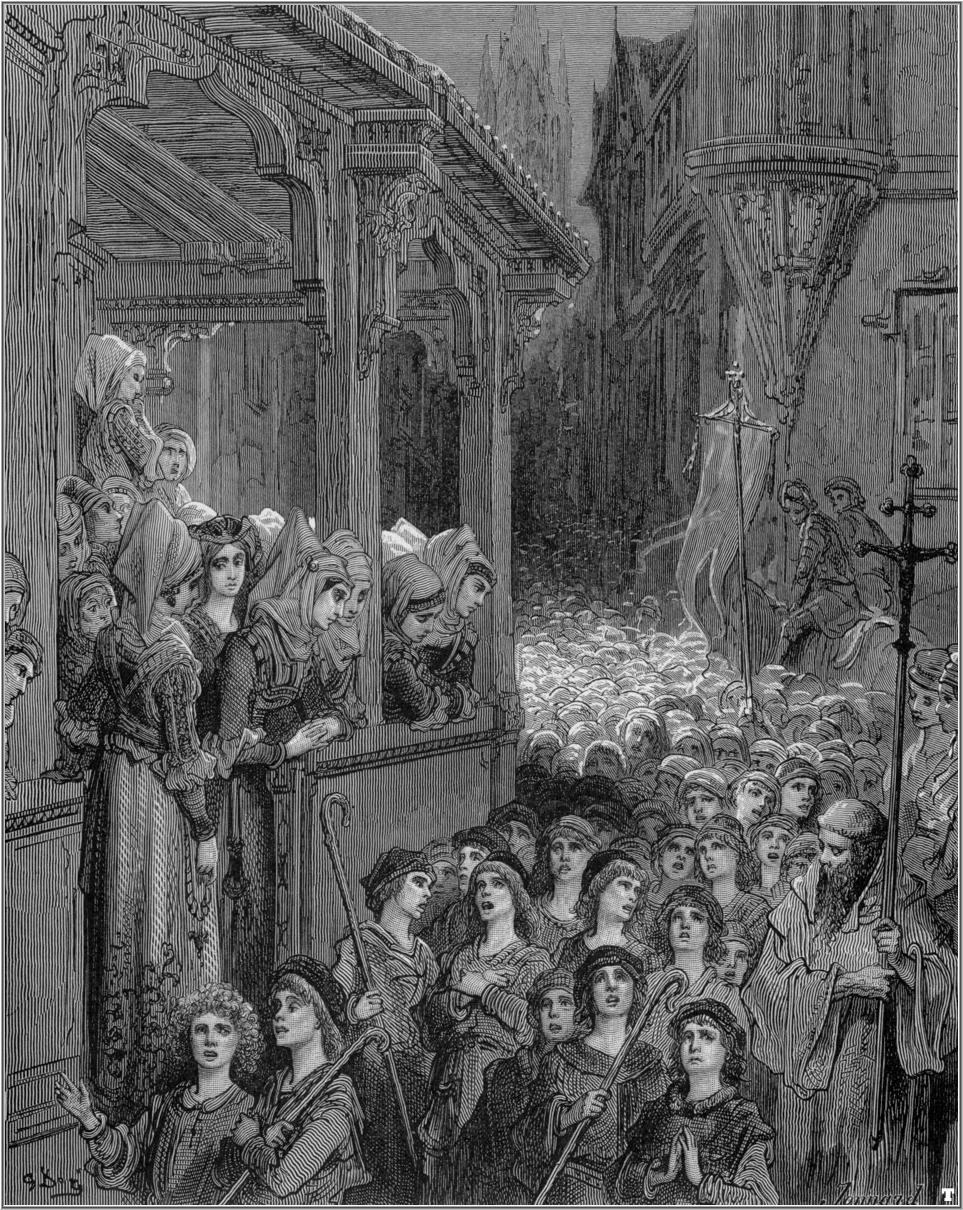
Cuộc Thập tự chinh trẻ em, được vẽ bởi Gustave Doré

Cuộc thập tự chinh của trẻ em (Tiếng Đức: Kinderkreuzzug, Tiếng Pháp: Croisade des enfants, Tiếng Anh: Children's Crusade), là một cuộc thập tự chinh của trẻ em Công giáo Châu Âu tiến đến đất thánh Jerusalem để cảm hoá người Hồi giáo và cải đạo họ sang Cơ đốc giáo một cách hoà bình, giành lại vùng đất thánh này, câu chuyện trên diễn ra vào năm 1212.
Mong muốn của cuộc thập tự chinh này là lập ra Vương quốc Latin thứ 2 ở đất Thánh Jerusalem. Những đoàn binh trẻ em gồm 2 nhóm, trong đó Nicholas của Cologne dẫn đầu nhóm trẻ em Đức, còn Stephen của Cloyes dẫn đầu nhóm trẻ ở miền Bắc nước Pháp. Câu chuyện truyền thống của sự kiện này có thể được kết hợp từ một số sự kiện thực tế và cả thần thoại. Hai lãnh đạo của phong trào chính là 2 cậu bé người Pháp và Đức, với mong muốn chuyển đổi một cách hoà bình người Hồi giáo ở Đất thánh sang Cơ đốc giáo, các nhóm trẻ em đã diễu hành đến Bán đảo Ý và bị một số nhà buôn lừa bán làm nô lệ ở Tunis.
Một nghiên cứu được công bố vào năm 1977, nói về sự nghi ngờ tính xác thực của câu chuyện. Các sử gia đều tin rằng không có (hoặc không phải hoàn toàn) đội quân là trẻ em. Câu chuyện qua thời gian có nhiều biến thể và phần lớn là đáng nghi vấn.